# وایرال (فیلم ۲۰۱۶)
وایرال (انگلیسی: Viral) فیلمی آمریکایی در ژانر علمی–تخیلی و ترسناک که محصول سال ۲۰۱۶ می‌باشد.